# Echinolaena madagascariensis
Echinolaena madagascariensis är en gräsart som beskrevs av John Gilbert Baker. Echinolaena madagascariensis ingår i släktet Echinolaena och familjen gräs.
Artens utbredningsområde är Madagaskar. Inga underarter finns listade i Catalogue of Life.